# Осада Корона
Осада Корона (1533—1534) — эпизод османо-габсбургского противоборства на Балканах.

## Предыстория
Корон являлся владением Венеции с 1209 года. В 1500 году город был захвачен султаном Баязидом II.

## Боевые действия
Во время войны с турками в Венгрии император Карл V в 1532 году приказал генуэзскому адмиралу Андреа Дориа атаковать Корон, чтобы отвлечь турецкие силы с основного театра военных действий. Дориа смог захватить город и, используя его в качестве базы, начал опустошать окружающее побережье.
Весной 1533 года султан Сулейман I отправил 60 галер, чтобы отбить город, которые попытались блокировать гавань, но были разбиты генуэзским адмиралом в бою. Тем не менее османская армия начала успешную осаду, и 1 апреля 1534 года Корон капитулировал.

## Итоги и последствия
Неудачи османского флота привели к тому, что новым капудан-пашой был назначен известный пират Хайр-ад-Дин Барбаросса.